# St. Andreas und Vitus (Gögging)

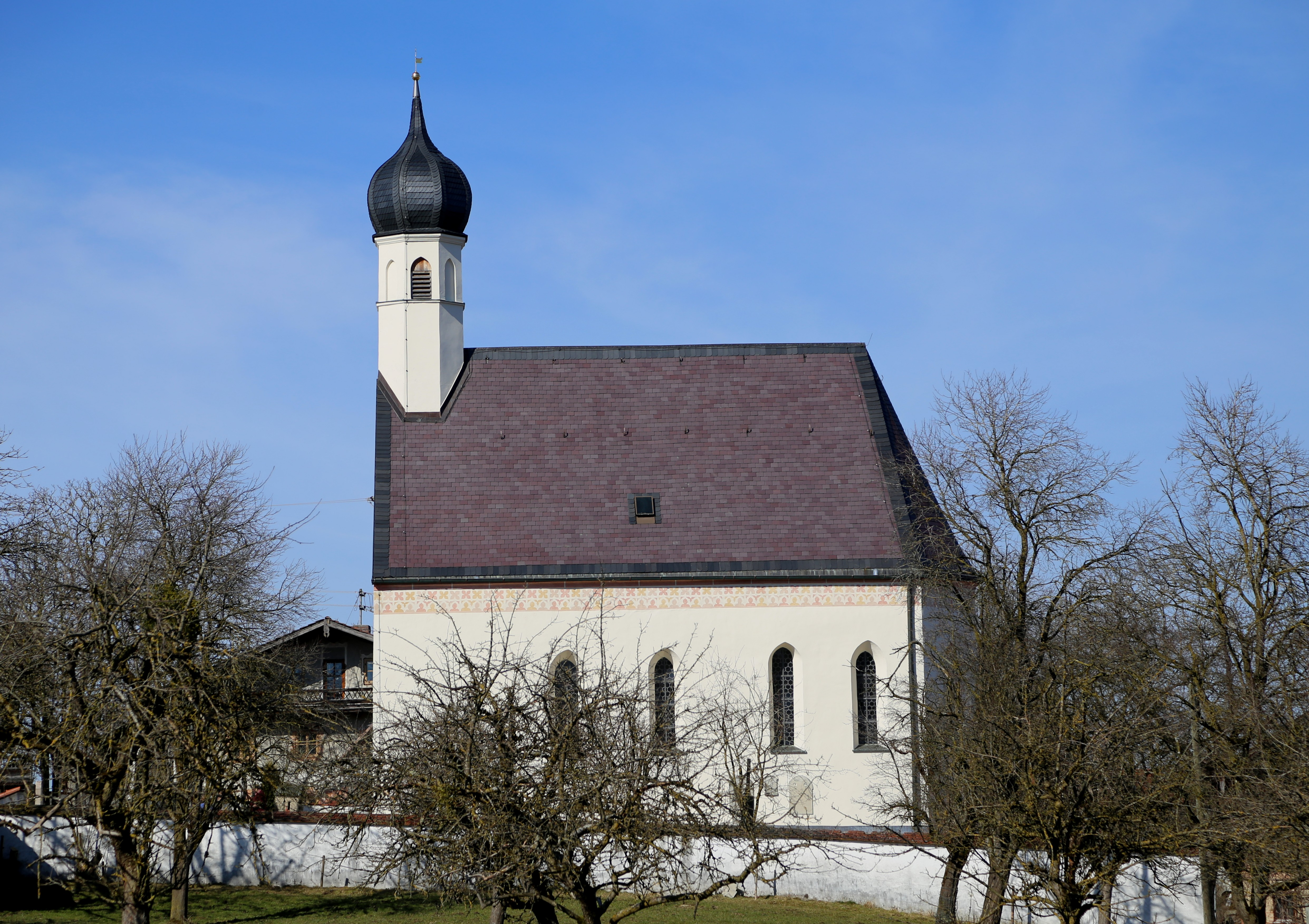
St. Andreas und Vitus in Gögging

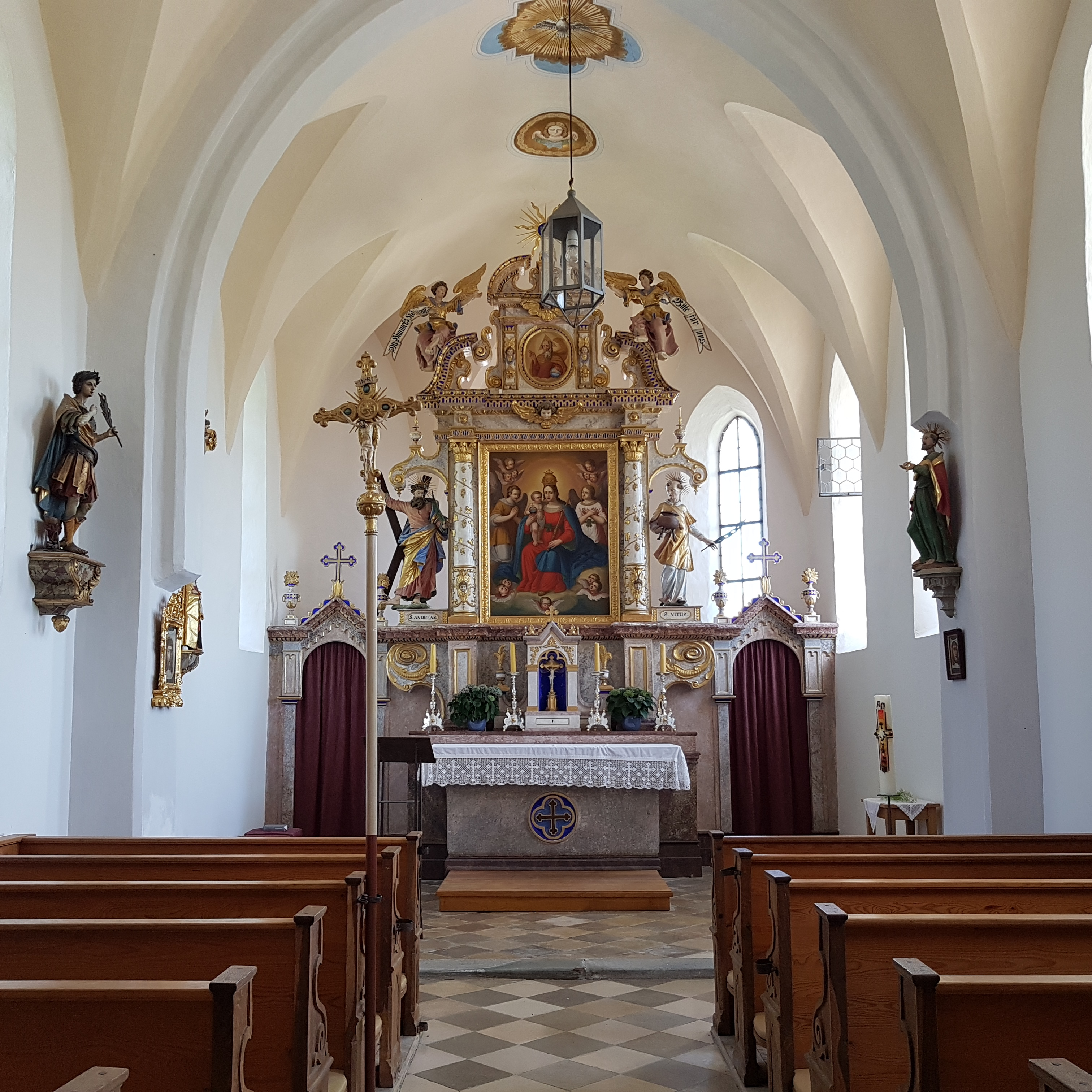
Innenraum

Die römisch-katholische Filialkirche St. Andreas und Vitus steht in Gögging, einem Gemeindeteil von Riedering im oberbayerischen Landkreis Rosenheim. Das Bauwerk ist in der Liste der Baudenkmäler in Riedering als Baudenkmal unter der Nr. D-1-87-167-16 eingetragen. Die Kirche gehört zum Dekanat Rosenheim im Erzbistum München und Freising.

## Beschreibung
Die im Kern gotische Saalkirche wurde in der zweiten Hälfte des 15. Jahrhunderts erbaut und 1740 barockisiert. Sie besteht aus dem Langhaus mit vom Vorgängerbau stammenden Wänden und dem dreiseitig geschlossenen Chor im Osten. Über der Fassade im Westen erhebt sich ein achteckiger Giebelreiter, der 1842–47 in gleicher Form erneuert wurde. Er enthält den Glockenstuhl und ist mit einer Zwiebelhaube bedeckt. 
Der Innenraum ist mit einem Stichkappengewölbe überspannt. Der 1673–75 gebaute, mit Knorpelwerk verzierte Altar wird von den Skulpturen des Apostel Andreas und des heiligen Veit flankiert. Auf dem Altarretabel ist die Himmelskönigin dargestellt.